# Libero D’Orsi

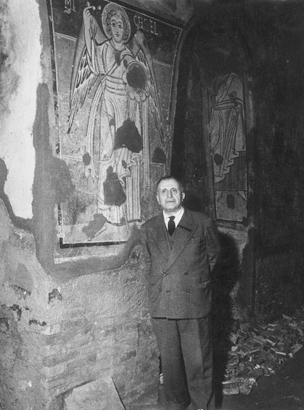
Libero d'Orsi in de Grotta San Biagio, nabij Napels

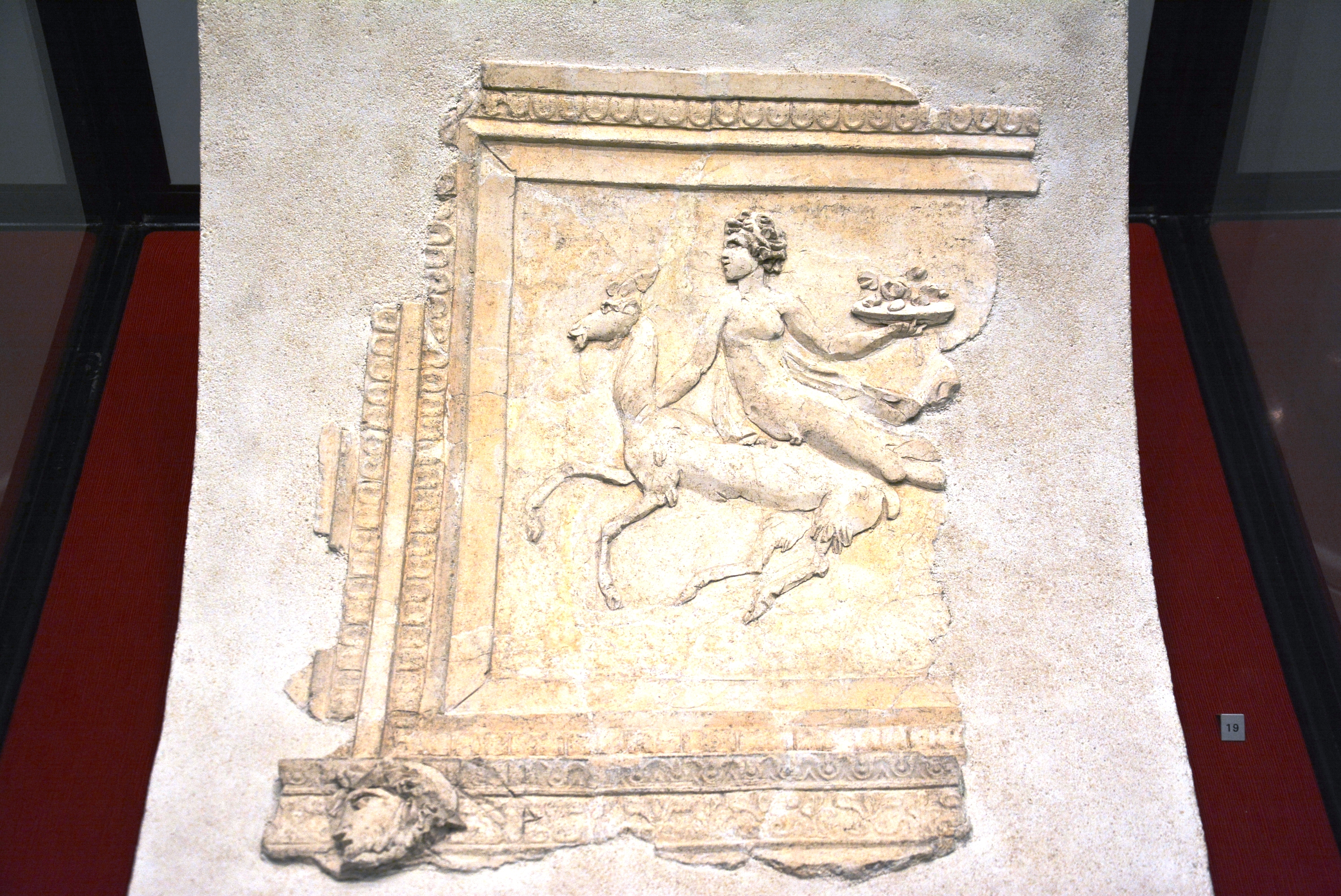
Sater met bok uit Romeinse villa, Museum van Castellammare di Stabia

Libero d’Orsi (Castellammare di Stabia, 30 maart 1888 – aldaar, 18 januari 1977) was na een carrière als leraar in Italië op latere leeftijd archeoloog. Hij leidde opgravingen in zijn geboorteplaats die leidden tot ontdekking van Romeinse villa's van Stabiae, de voorloper van Castellammare di Stabia. Zijn archeologisch werk overtrof de opgravingen tijdens het Bourbonregime tweehonderd jaar eerder.

## Levensloop
D’Orsi behaalde het diploma Literatuur aan de universiteit van Napels en Filosofie van de universiteit van Padua. Hij was leraar literatuur in scholen in de regio’s Apulië, Veneto en Romagno. Na de Tweede Wereldoorlog keerde hij terug naar zijn geboorteplaats Castellammare di Stabia in de metropolitane stad van Napels. Hij was er schooldirecteur van 1946 tot 1958. In 1949 kreeg D’Orsi een benoeming tot ere-inspecteur van Oudheid en Schone Kunsten alsook ere-conservator van het Staatsmuseum van Castellammare di Stabia.
Dankzij zijn benoeming tot ere-inspecteur van musea geraakte de schooldirecteur gefascineerd door archeologische opgravingen. Hij verzamelde een groepje arbeiders die voor hem graafwerken begonnen in de berg Varano in Varano. Landeigenaars en landbouwers begonnen een jarenlange strijd tegen hem om elke nieuwe archeologische site te blokkeren. Niettemin had D’Orsi succes met zijn systematische graafwerken. D’Orsi was als eerste die de Middeleeuwse graven beschreef in de Grotta San Biagio; bovendien ontdekte hij van 1950 tot 1968 tien Romeinse villa’s. Deze villa’s waren luxueus versierd met mozaïeken, fresco’s, sculpturen, terracotta, serviesgoed en juwelen. Hij identificeerde een Romeinse necropolis alsook meer dan driehonderd graven die nog ouder waren: uit de zevende tot vierde eeuw v.Chr. De werken werden bekostigd door een Steuncomité voor opgravingen van Stabiae. Stabiae was de Romeinse naam van Castellammare di Stabia. Negenduizend voorwerpen uit de Oudheid werden dankzij D’Ori boven gehaald. De gevonden voorwerpen liet D’Orsi tentoonstellen in zijn school. Deze afdeling heette het Antiquarium van Stabiae (1959).
In de jaren 1967 en 1968 blokkeerden misnoegde landeigenaar met grotere middelen de archeologische opgravingen; D’Orsi moest de graafwerken opgeven. De gepensioneerde schooldirecteur was tachtig jaar. D’Orsi was vereerd met de Gouden Medaille van Verdienste van de Republiek voor de sector Onderwijs, Cultuur en Kunst.
Het Antiquarium bleef na de dood van D’Orsi bestaan tot in 1997. Dan ging het dicht. Na de restauratiewerken aan het voormalige Koninklijk Paleis Quisisana in Castellammare di Stabia werd in het paleis een archeologisch museum ingericht (2020). Dit museum is naar D'Orsi vernoemd. Het stelt opnieuw de vondsten uit het Antiquarium van Stabiae tentoon.